# Salins-les-Bains
Salins-les-Bains es un pueblo del noreste de Francia. Forma parte del Franco Condado. Su población es de 3.247 habitantes. Sus salinas figuran desde 2009 en la lista del Patrimonio de la Humanidad de la UNESCO.

## Historia
Formó parte del Estado Borgoñón, hasta su anexión junto con el resto del Franco Condado de Borgoña en 1493 a la Casa de Habsburgo, mediante el Tratado de Senlis. El 21 de junio de 1674 fue tomada por Francia, tras un asedio iniciado el día 4 de junio. El tratado de Nimega de 1678 confirmó la posesión francesa.

## Fotos

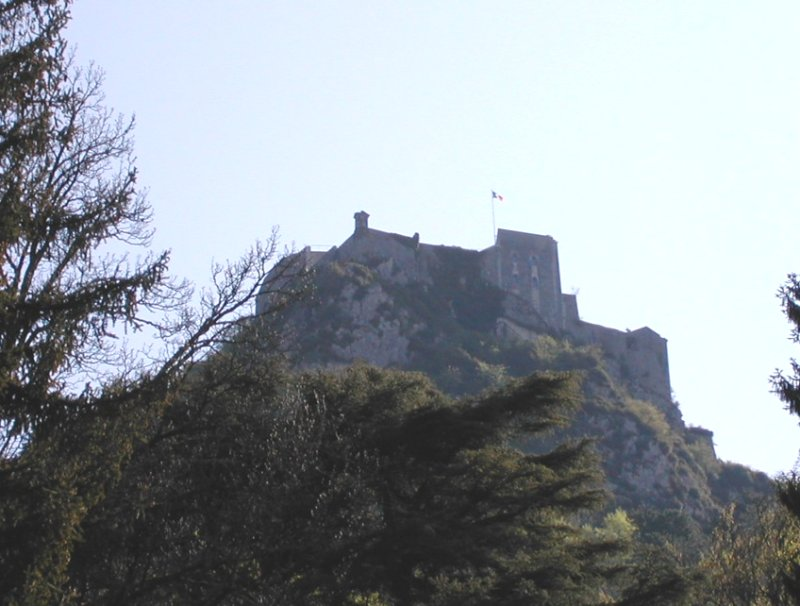
El fuerte Belín.

## Web
- web municipal